# Jarnołtowo
Jarnołtowo (Jarmołtowo) (niem. Gross Arnsdorf) – wieś w Polsce położona w województwie warmińsko-mazurskim, w powiecie ostródzkim, w gminie Małdyty. W latach 1975–1998 miejscowość administracyjnie należała do województwa olsztyńskiego. W latach 1945–1946 miejscowość nosiła nazwę Arniewo.
We wsi jest kościół gotycki z pierwszej połowy XIVw. jednonawowy, bezwieżowy o masywnych szczytach. Wewnątrz skromny neogotycki wystrój, ołtarz i ambona z 1874 r. Obok wolno stojąca neogotycka dzwonnica z przejazdem bramnym z 1926 roku.
W Jarnołtowie znajduje się dąb tzw. „Jagiełły” z XIV wieku. Według opowieści przy tym dębie Jagiełło z wojskiem miał obozować, gdy wędrował do Malborka, aby podbić zamek krzyżacki (informację tę należy traktować w kategorii legendy).
Jarnołtowskie Góry (niem. Arnsdorfer Berge) – wzgórze o wysokości 141 m, położone na zachód od wsi Barty.
Jarnołtowski Las (niem. Gross Arnsdorfer Wald) – las położony na południowy zachód od wsi Jarnołtowo.
Jarnołtowski Rów (niem. Haupt Graben) – strumień, prawy dopływ strumienia Trumpina, który wpada do jeziora Ewingi.

## Historia
Wieś wzmiankowana w dokumentach z roku 1301 i 1311, jako wieś czynszowa na 75 włókach. Pierwotna nazwa wsi to Arnoldisdorff. Kościół wybudowano już w XIV w. W roku 1782 we wsi odnotowano 32 domy (dymy), natomiast w 1858 w 22 gospodarstwach domowych było 275 mieszkańców. W latach 1937–1939 było 609 mieszkańców.
W roku 1973 wieś należała do powiatu morąskiego, gmina Małdyty, poczta Połowite. W 2012 roku w remizie powstało małe Muzeum Kanta.

## Ludzie związani z miejscowością
Immanuel Kant w młodości był nauczycielem domowym m.in. u majora Karla Friedricha von Hülsena w Jarnołtowie. Fakt ten upamiętniono tu w kwietniu 1994 pamiątkową tablicą, a w 2013 stanęła rzeźba, przedstawiająca filozofa w skali 1:1, wykonana przez Ryszarda Fereńca, rzeźbiarza hobbysty i byłego mieszkańca Jarnołtowa